# Бурковска, Индра
Индра Бурковска (латыш. Indra Burkovska; род. 5 мая 1955) — советская и латвийская актриса.

## Биография
Индра Бурковска родилась 5 мая 1955 года в посёлке Падуре Кулдигского района в крестьянской семье.
Окончила 1-ю Кулдигскую среднюю школу (1973) и театральный факультет Латвийской государственной консерватории им. Я. Витола (1978). Училась на географическом факультете Латвийского государственного университета (1973—1974).
Актриса Валмиерского драматического театра (1978—1980), Государственного театра юного зрителя Латвийской ССР (1980—1987), театра «Кабата» (1989—1995), Нового Рижского театра и Театра Дайлес. Была куратором театральной студии на кафедре искусства театра и кино Латвийской академии культуры.
Снималась в кино, дебютировала в 1980 году в драме режиссёра Дзидры Ритенберги «Вечерний вариант».

## Творчество

### Роли в театре

#### Валмиерский драматический театр
- 1977 — «Квадратура круга» Валентина Катаева — Людмила
- 1978 — «Баня» В. В. Маяковского — Поля
- 1980 — «Что тот солдат, что этот» Бертольта Брехта — Леокадия Бегбик

#### Государственный театр юного зрителя Латвийской ССР
- 1981 — «Летят журавли» по пьесе Виктора Розова «Вечно живые» — Нюра
- 1984 — «Лес» А. Н. Островского — Аксюша
- 1987 — «Андромаха» Жана Расина — Аксюша

#### Театр «Кабата»
- 1989 — «Кронис» Лелде Стумбре — Мара
- 1991 — «Жажда мести» Аспазии — Эрна
- 1992 — «Айседора Дункан» А. Вайнера — Айседора Дункан
- 1994 — «Царствие земное» Теннесси Уильямса — Мертла
- 1995 — «Генрих VIII и его шесть жён» Х. Гресикера — Анна Клевская

#### Новый Рижский театр
- 1994 — «Страстная игра» Р. Николса — Агнес

#### Театр Дайлес
- 1997 — «Дом, где разбиваются сердца» Бернарда Шоу — Миссис Хэшебай
- 1998 — «Калека с острова Инишмаан» Мартина Макдонаха — Алина

### Фильмография
- 1980 — Вечерний вариант — Иева
- 1980 — Долгая дорога в дюнах — Бирута
- 1981 — Игра — Камита
- 1984 — Малиновое вино — Расма
- 1986 — В заросшую канаву легко падать — Зане
- 1990 — Райский сад Евы — эпизод
- 1991 — Времена землемеров — Олиниете
- 1993 — Рождественский переполох — мать Раймонда
- 1996 — Яйцо дракона (Сатанинская история)
- 1996 — Анна
- 1997 — Рейс. Жизнь № 2
- 2000 — Мистерия старой управы — жена Лаймониса
- 2010 — Забытый — тётка Синицына